# 泰尔南 (科多尔省)
泰尔南（法語：Ternant，法語發音：[tɛʁnɑ̃]）是法国科多尔省的一个市镇，位于该省南部，属于第戎区。

## 地理
泰尔南（47°12'5"N, 4°51'17"E）面积16.35 平方千米，位于法国勃艮第-弗朗什-孔泰大區科多尔省，该省份为法国中东部省份，北起奥布省，西接涅夫勒省和约讷省，南至索恩-卢瓦尔省，东南接汝拉省，东临上索恩省，东北部与上马恩省接壤。
与泰尔南接壤的市镇（或旧市镇、城区）包括：热尔格伊、贝维、代坦和布吕昂、尚伯夫、莱唐韦尔日、勒勒韦尔日、圣让德伯夫、瑟姆藏日。

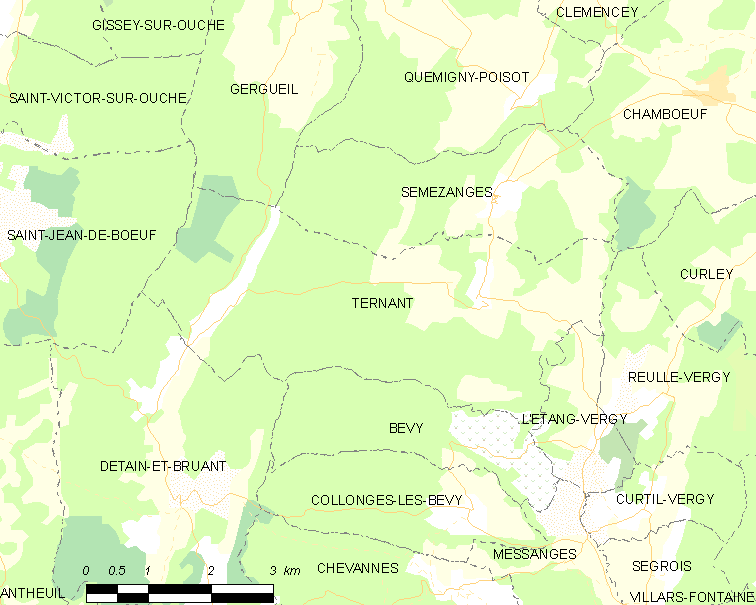
的OSM定位图

泰尔南的时区为UTC+01:00、UTC+02:00（夏令时）。

## 行政
泰尔南的邮政编码为21220，INSEE市镇编码为21625。

## 政治
泰尔南所属的省级选区为隆维县。

## 人口

1962-2008年间人口变化图示

泰尔南于2022年1月1日时的人口数量为82人。